# Русские идут (цикл)
«Русские идут» — цикл романов Юрия Никитина. Состоит из четырёх книг «Ярость», «Империя зла», «На Тёмной стороне» и «Труба Иерихона».
События происходят после победы на выборах Президента России в 1999 году боевого генерала Кречета. Имена политиков изменены, но узнаваемы благодаря аллюзиям в фамилиях.

## Жанр
Произведение написано на стыке жанров. Сам Юрий Никитин именовал политическим боевиком. К жанру альтернативной истории цикл относит «Мир Фантастики»; Литрес относит к жанру историческая фантастика, по результату голосования посетителей Фантлаба цикл отнесён к «мягкой» (гуманитарной) научной фантастике, обозреватель «Независимой газеты» Владимир Березин охарактеризовал книгу как утопию (или антиутопию).

## Главные герои
Виктор Александрович Никольский – главный герой. Футуролог. Родом из казаков, поэтому термин «мужик» (а не мужчина) в отношении себя считает оскорбительным.
Любитель компьютерных игр. Не курит.
Работал пять лет в литейном цехе, три года портовым грузчиком. Во времена Брежнева выступал за восстановление Храма Христа спасителя.
Кречет Платон Тарасович – президент. Генерал. Высокий, атлетически сложен, широколицый, нос расплющен. На лице следы оспы. Не курит. Выдаёт себя за солдафона.

### Персонажи и аллюзии
| Персонаж | Характеристика в цикле | Вероятные и возможные прототипы                                 |
| Виктор Александрович Никольский                                                                                  | главный герой | а́льтер э́го автора                                               |
| Цукоров | Изобретатель водородной бомбы | Сахаров, Андрей Дмитриевич                                      |
| Кондрат Красивый, сын адмирала Зелимхана Красивого. Внук советского писателя-классика Авдея Гапонова (Красивого) | Кандидат в премьеры | Гайдар Егор Тимурович, внук советского писателя Аркадия Гайдара |
| Авдей Гапонов (псевдоним Красивый)                                                                               | Советский писатель классик. Автор книг «Зелимхан и его отряд», «ВЧК», «Доля горниста»                                              | Аркадий Гайдар                                                  |
| Краснохарев, Степан Викторович                                                                                   | Грузный, обрюзгшее лицо. Раньше был главой Сибгаза, потом премьер-министр. Баллотировался на пост президента как конкурент Кречета | Черномырдин, Виктор Степанович                                  |
| Усачёв | Высокий мужчина, плотно сбитый моложавый, носит галстук. Его называли «главный разоритель страны»                                  | возможно Чубайс, Анатолий Борисович                             |
| Старохатская | Толстая женщина, ненавидит президента                                                                                              | Новодворская, Валерия Ильинична                                 |
| Кречет Платон Тарасович                                                                                          | Президент. Генерал | Генерал Лебедь Александр Иванович                               |

## Сюжет

### «Ярость»
Действие книги «Ярость» разворачивается в 1999 году на следующий день после того как закончились президентские выборы на которых победил генерал Кречет. Президент Кречет пригласил в свою команду футуролога Виктора Александровича Никольского. На первом заседании нового кабинета  Кречет обещает кардинальным образом сменить курс развития страны либо пустить пулю в лоб. Кабинет обеспокоен продвижением НАТО и финансовыми трудностями. В момент заседания Кречету сообщают, что террористы захватили в здании «Сбербанка» 70 заложников. Новый президент уравнивает права всех религий в России, разрешает казакам владеть оружием.
В Евпатории высадился десант НАТО и Украины.

## Создание и издания
«Ярость» (первая книга цикла) была создана в 1990-е годы. Тогда Россия находилась на переломе, столкнувшись с множеством проблем, и в среде российской интеллигенции были популярна идея о США как образце демократии. И появление наполненой антиамериканизмом «Ярости» стало для многих шоком. По словам Ю. А. Никитина «Ярость» не хотели публиковать издательства и он выпустил «крохотным тиражом за свой счет себе в убыток».
| Название          | Год  | Издательство  | Место издания | Серия                            | Тираж         | Примечание                                           | Источник |
| Ярость            | 1997 | Равлик        | М             | Миры Юрия Никитина               | 5000          | Первый роман. Иллюстрация на обложке В. Кондратьева. |          |
| Империя зла       | 1998 | Кузнечик      | М             | Русские идут                     | 5000          | Второй роман. Иллюстрация на обложке М. Петрова.     |          |
| На Тёмной стороне | 1999 | Кузнечик      | М             | Русские идут                     | 5000          | Третий роман. Иллюстрация на обложке М. Петрова.     |          |
| Ярость            | 2000 | Центрполиграф | М             | Миры. Юрий Никитин               | 10000         | Первый роман. Художник не указан                     |          |
| Империя зла       | 2000 | Центрполиграф | М             | Миры. Юрий Никитин               | 10000 + 17000 | Второй роман. Иллюстрация на обложке М. Петрова.     |          |
| На Тёмной стороне | 2000 | Центрполиграф | М             | Миры. Юрий Никитин               | 10000 + 8000  | Третий роман. Иллюстрация на обложке М. Петрова.     |          |
| Труба Иерихона    | 2000 | Центрполиграф | М             | Миры. Юрий Никитин               | 10000 + 10000 | Четвертый роман. Иллюстрация на обложке М. Петрова.  |          |
| Ярость            | 2003 | Эксмо         | М             | Юрий Никитин                     | 15000+ 8000   | Первый роман. Иллюстрации на обложке Лео Хао.        |          |
| Империя зла       | 2003 | Эксмо         | М             | Юрий Никитин                     | 18000 + 6000  | Второй роман. Иллюстрации на обложке Лео Хао.        |          |
| На Тёмной стороне | 2003 | Эксмо         | М             | Юрий Никитин                     | 18000         | Третий роман. Иллюстрации на обложке Лео Хао.        |          |
| Труба Иерихона    | 2003 | Эксмо         | М             | Юрий Никитин                     | 18000 + 5000  | Четвертый роман. Иллюстрации на обложке Лео Хао.     |          |
| Ярость            | 2006 | Эксмо         | М             | Юрий Никитин                     | 5000 + 3000   | Первый роман. Иллюстрация на обложке М. Петрова.     |          |
| Империя зла       | 2006 | Эксмо         | М             | Юрий Никитин                     | 5000          | Второй роман. Иллюстрация на обложке М. Петрова.     |          |
| На Тёмной стороне | 2006 | Эксмо         | М             | Юрий Никитин                     | 5000          | Третий роман. Иллюстрация на обложке М. Петрова.     |          |
| Труба Иерихона    | 2006 | Эксмо         | М             | Юрий Никитин                     | 4000          | Четвертый роман. Иллюстрация на обложке М. Петрова.  |          |
| Русские идут!     | 2009 | Эксмо         | М             | Большая серия русской фантастики | 5000          | Тетралогия «Русские идут!» в одном томе              |          |

## Реакция
Цикл вызвал неоднозначную реакцию среди критиков и читателей, часть из них хвалила роман за патриотизм, другие увидели в нём разжигание межнациональной розни, как, к примеру, обозреватель «Независимой газеты» В. Березин.